# Aeolothrips hartleyi
Aeolothrips hartleyi är en insektsart som beskrevs av Dudley Moulton 1927. Aeolothrips hartleyi ingår i släktet Aeolothrips och familjen rovtripsar. Inga underarter finns listade i Catalogue of Life.